# Aranco
Aranco è una frazione di Borgosesia, in provincia di Vercelli. Fino al 1928 ha costituito un comune autonomo.

## Origine del nome
La parola Aranco può avere diverse origini. La prima ipotesi potrebbe derivare dal vocabolo celtico Ar che significa acqua o attinenza con l'acqua, come il fiume svizzero Aar, Arona in riva al lago o al fiume come l'antica Ara; vocabolo che rientra anche in tanti paesi vicinanti al fiume (Varallo, Quarona, Gattinara e altri).
La seconda ipotesi potrebbe derivare dal latino aureum in riferimento alle auree piriti che tempo fa erano estratte in regione Gaggioli, o alle sabbie aurifere che il Sesia durante le piene depositava nell'ansa del Gabbio.
Terza ipotesi è semplicemente la derivazione dalla parola ronco che popolarmente significa terreno in pendio sistemato a ripiani (ronchi) com'era il Monte Aronne.
Comunque di certo il nome Auranchum è citato per la prima volta in un documento del 23 novembre 1217, con il quale i rappresentanti dei vari paesi valsesiani dovettero giurare ai Vercellesi un patto di cittadinanza.

## Storia
Sin dalla prima storia, secondo anche cosa ci racconta la storia del Monte Fenera, i primi abitatori della Bassa Valsesia furono i Liguri a caccia di animali selvatici. Dopo di loro arrivarono i Celti, i Cimbri e poi i Romani poco prima della nascita di Cristo. In seguito si insediarono i Longobardi primi nel privare parte dei beni dei Valsesiani con tasse e dazi.
Nel periodo medioevale, come la vicina Borgosesia, anche Aranco appartenne alla dinastia dei Conti di Biandrate di cui probabilmente il segno più importante della loro permanenza è rimasto in vita: Il Torrione (Triùn). Una costruzione tozza e nera, alta una quindicina di metri, a base quadrata, fatta di sassi del Sesia e di giavine del Monte Aronne. Costruita intorno al 1150 d.C. sulla ripa del Sesia serviva egregiamente in tempo di pace come esattoria e ufficio di dogana per traffico delle merci da una sponda all'altra del fiume. In tempi di battaglie il Torrione è stato anche un forte elemento di difesa sia come vedetta che come fortino ha garantito la sicurezza degli abitanti di Aranco per molti anni.
Intorno al 1400 nacque ad Aranco l'Oratorio di San Rocco situato nella zona del Vespino (all'incirca zona di incontro della strade Valsesiane con le strade Valsesserine) punto veramente strategico visto la confluenza ogni anno da parte di numerosi greggi per la tosatura e quindi altrettanta partecipazione dal Biellese per l'acquisto di lana dando così ad Aranco la fami di supermercato laniero valsesiano.

### Battaglie aranchesi
La pace e la sicurezza degli Aranchesi furono turbate più volte soprattutto in zona Bocchetto (zona di passaggio da Valsesia e Valsessera in zona Monte Aronne). Il primo avvenne nel 1377 tra la Milizie Valsesiane capitanate da Pietro Fassola e gli abitanti di Crevacuore e Guardabosone scesi in armi per certe antiche discordie originate dai pascoli confinanti. Vinsero i Valsesiani.
Altra battaglia al Bocchetto avvenne nel 1617 tra milizie piemontesi capitanate da un altro Pietro Fassola e milizie spagnole capitanate da Don Sancho da Lima y Rosa. Vinsero nuovamente i Valsesiani.

## Infrastrutture e trasporti
Tra il 1880 e il 1933 Aranco fu capolinea della tranvia a vapore proveniente da Vercelli.